# Giuseppe Antonello Leone
Giuseppe Antonello Leone (Pratola Serra, 6 luglio 1917 – Napoli, 26 giugno 2016) è stato un pittore, scultore e poeta italiano.

## Biografia
Giuseppe Antonello Leone nacque a Pratola Serra, in provincia di Avellino, il 6 luglio 1917.

### La formazione
Si formò inizialmente ad Avellino, dove conseguì il diploma di licenza presso la Scuola Statale d’Arte per la ceramica, allievo di Settimio Lauriello ed Emanuele Di Palma. A Napoli frequentò l'Istituto d’Arte e nel 1936 si diplomò Maestro d'Arte per la ceramica. Si iscrisse all'Accademia di Belle Arti della stessa Napoli dove si diplomò in pittura con il massimo dei voti nel 1940, seguendo i corsi dei Maestri Pietro Gaudenti, Eugenio Scorzelli e Mino Maccari.
Nello stesso anno vinse una borsa di studio governativa di perfezionamento in pittura nell'Accademia di Belle Arti di Napoli e frequentò il corso di decorazione pittorica con i maestri Emilio Notte e Alessandro Monteleone.
In quegli anni, sposò la pittrice e scrittrice lucana Maria Padula, nata a Montemurro, docente di Disegno dal vero nell'Istituto Statale d'Arte di Potenza e poi a Napoli.
Leone fu, inoltre, direttore di quattro Istituti Statali d'Arte: Potenza, Sessa Aurunca, San Leucio e Napoli.

### I rapporti con gli intellettuali e l'attività
Molte sono le personalità (intellettuali, critici, artisti) con cui Leone entrò in contatto: Carlo Levi, Manlio Rossi-Doria, Leonardo Sinisgalli, Mauro Masi, Luigi Guerricchio, Michele Giocoli, Vito Riviello, Ugo Piscopo, Domenico Rea, Luigi Compagnone, Concetto Valente, Francesco Ranaldi,  Tommaso Pedio, Mario Trufelli, Dora Celeste Amato, Franco Corrado, Gian Domenico Giagni, Giovanni Lacorazza, Pasquale Totaro Ziella, Nicola Lisanti per citarne solo alcuni.
Giuseppe Antonello Leone partecipò, inoltre, a numerose mostre. La prima fu a Napoli nel 1937, quando si piazzò al secondo posto nelle gare regionali di Arte e Cultura. Appena diplomatosi, nel 1940 espose alla XXII Biennale di Venezia un affresco intitolato Le nuove città, segnalato terzo e che venne poi esposto a Zurigo in una mostra di pittori e scultori italiani contemporanei, presentato con una nota critica di Antonio Maraini. 
Negli anni Cinquanta partecipò all'ampio movimento culturale sviluppatosi in Basilicata, impegnandosi nella campagna contro l'analfabetismo al fianco di Rocco Scotellaro, Manlio Rossi Doria, Tommaso Pedio e Concetto Valente.
Partecipò a collettive di livello nazionale - Napoli (Mostra Nazionale di Pittura, 1959), Roma, Venezia, Milano) - e internazionale - (Potsdam, Liesborn, Zurigo, Barcellona (IX Premio Internazionale Dibujx Mirò), Patrasso, Budapest). Nel 1961 realizzò l'allestimento del Padiglione IRI Italia '61 a Torino. Espose in quell'occasione, la Dea Trifase, scultura collocata al centro IRI ANGIFAP, Napoli; la stessa scultura, fusa in bronzo, fu poi collocata nel 2002 a San Giorgio a Cremano nella piazza del Pittore.
Tra i maggiori riconoscimenti ricevuti, vanno ricordati il secondo premio alla Mostra sul Paesaggio irpino ad Avellino nel 1941, il primo premio a Potenza alla mostra sul Risorgimento lucano nel 1948, il primo premio alla Mostra di ceramica di Ischia. Partecipò al Premio Mirò a Barcellona nel 1970. Realizzò la medaglia commemorativa per il bimillenario virgiliano, coniata dalla Zecca dello Stato nel 1981. Dal 1988 fu socio corrispondente della Società Nazionale di Scienze, lettere e arti di Napoli.
Nel 2005, la Provincia di Potenza ha promosso prima la mostra curata da Philippe Daverio Il caso Giuseppe Antonello Leone, nel Museo archeologico provinciale di Potenza e poi, in collaborazione con il Comune di Napoli, la mostra Il Leone di Napoli.
Scrive Philippe Daverio nel catalogo della mostra: 

## La produzione artistica
Giuseppe Antonello Leone fu autore di significative opere pubbliche, importanti anche per le diverse tecniche usate: affresco, mosaico, ceramica maiolicata, vetrata, graffito.

### Pittura
Leone, di fatto, è definibile come un futurista: nel suo libro Lo spirito delle dinamiche dell'Energia, Mario Maiorino parla della mostra "Novecento" citando altri artisti come Francesco Cangiullo e Saverio Gatto, laddove Giuseppe Antonello Leone viene definito, nello stesso libro, anche da Aniello Montano come un "classico rivoluzionario".
Tra le sue opere spicca il trittico intitolato Zolfo, dipinto nel 1934 sui muri di una scuola in provincia di Salerno, composto da tre opere, che purtroppo sono state rovinate col tempo.

### Scultura
In ambito scultorio la sua arte era basata sulla natura. Il suo lavoro era quello di rinvenire le forme e le figure che si trovavano negli elementi naturali, in particolare nella pietra: Leone, di fatto, tendeva a far "uscire dalla roccia" il volto e l’essenza di essa, rappresentando facce espressive riconducibili a razze, gruppi etnici e personaggi fantastici.
Nella sua produzione artistica fu affiancato da Raffaele Iannone e Mimmo Longobardi, altri due artisti che condividevano il principio secondo cui "tutte le cose sono animate" (Tommaso Campanella). Il primo ad intuire la potenzialità della natura fu proprio Leone il quale spesso minimizzava i suoi lavori definendosi un semplice collaboratore della natura. Amava passare il suo tempo perlustrando letti di fiumi, pendici di colline e di montagne della Basilicata, della Calabria e dell'Irpinia, alla ricerca di pietre da lavorare per creare nuove forme e figure.
L'incontro con Raffaele Iannone e Mimmo Longobardi, avvenuto a Maratea, ha facilitato molto lo sviluppo di questo ideale artistico: la cittadina lucana si è pian piano tramutata in un museo-laboratorio in cui i tre artisti lavorarono indistintamente seguendo la propria vocazione. Con interventi sculto-pittorici, i tre ricavarono figure antropomorfe, totemiche, mitiche o sacrali. 
Leone, Iannone e Longobardi, nel loro museo-laboratorio, si dedicarono anche all'esplorazione e alla decrittazione delle "litofanie": Infatti, Leone ha decodificato alcune pietre rinvenute lungo le sue esplorazioni e ne ha ricavato sette opere, i cui nomi derivano dall'incrocio tra miti e simboli di varie culture: Tii, Vecchio dell’Obi, Polimnia, Andromaca, Ate, Thot, Litosofo.

### Poesia
Tra le raccolte di Leone, Vi saranno le more ai rovi (1986), Eretico: poesie (1993), Venti paralleli: poesie (1999).
Della sua attività è stato scritto:
(Maria Padula)
(Luigi Compagnone)

### Testimonianze nella città di Potenza
In molti luoghi della città di Potenza è possibile ammirare opere di Giuseppe Antonello Leone. 

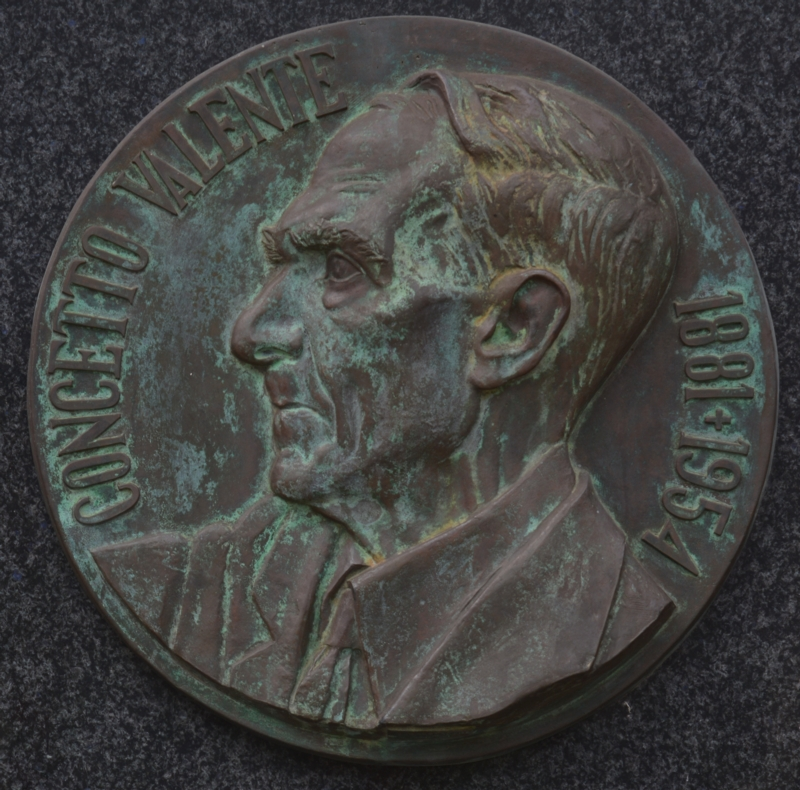
Giuseppe Antonello Leone, Medaglione per la tomba di Concetto Valente (Cimitero di Potenza)

Nel 1950 realizzò un Medaglione in bronzo per la tomba di Concetto Valente situata nel muro di cinta del Cimitero, mentre del 1959 sono le Pale di altare situate nella Chiesa di sant'Anna Sant'Anna, San Gioacchino e la Madonna, Gesù tra gli operai, Nella bottega di San Giuseppe e del 1960 è una Via Crucis sistemata nella Cappella dell’allora Ospedale San Carlo (incerta l’attuale collocazione). 
Nel 1966 realizzò il graffito a dieci strati Il circo, a proposito del quale scrisse: 

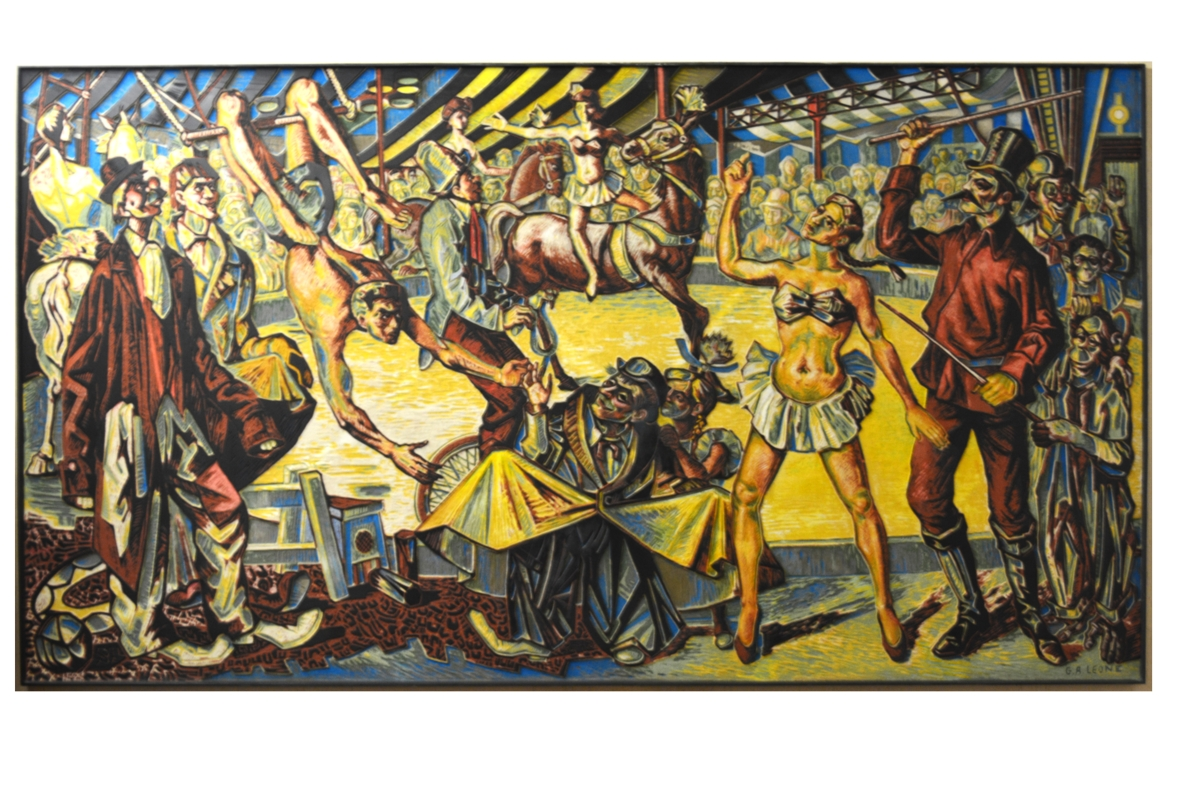
Giuseppe Antonello Leone, Il circo (graffito a dieci strati, Potenza)

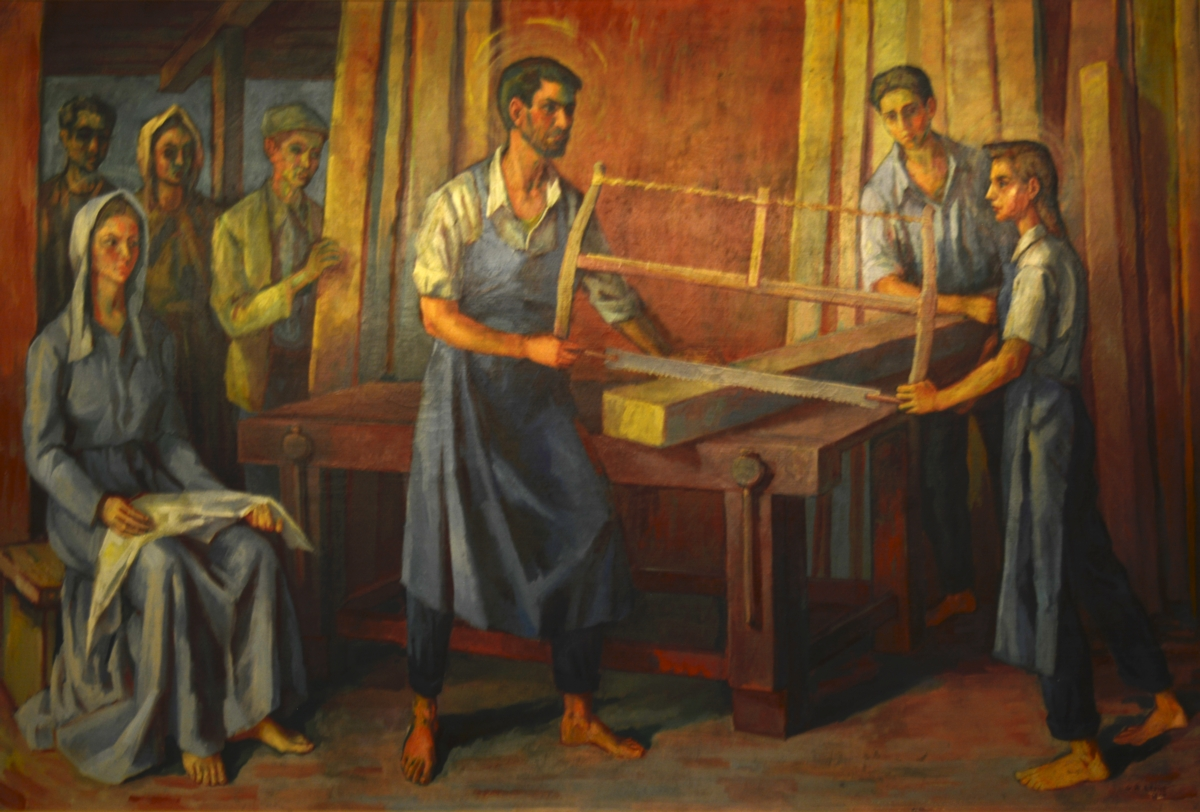
Giuseppe Antonello Leone, Gesù tra gli operai (Chiesa dei SS. Anna e Gioacchino, Potenza)

Sempre di quell'anno sono i bassorilievi maiolicati I segni dello zodiaco, che trovano sistemazione nella casa privata del notaio Ricotti (oggi di proprietà Simone–De Franchi). 

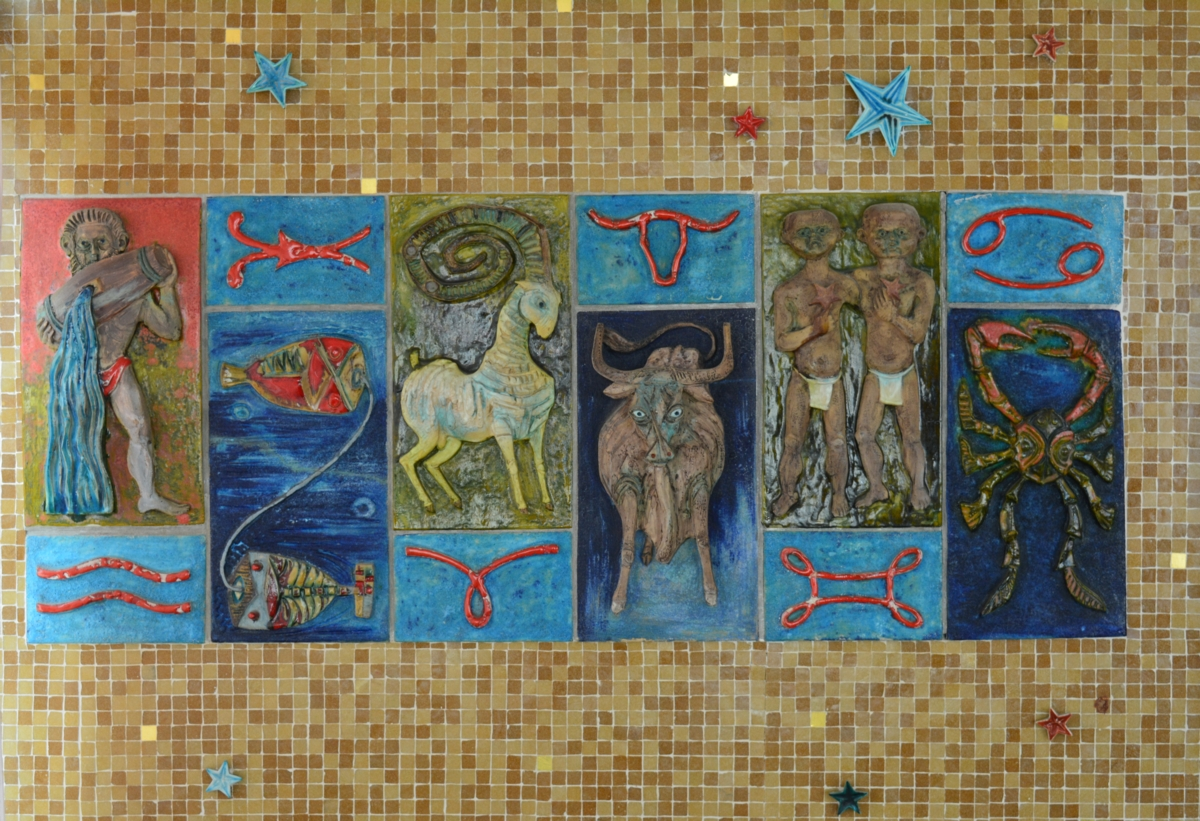
Giuseppe Antonello Leone, I segni dello Zodiaco (bassorilievo maiolicato)

Nel 1975 realizzò un Crocifisso in bronzo nella Chiesa di Santa Maria e nel 2009 l'installazione Il riposo delle pietre erranti nel Museo Archeologico Provinciale nell'allestimento di Luciano Lacava.